# Pszczelarz

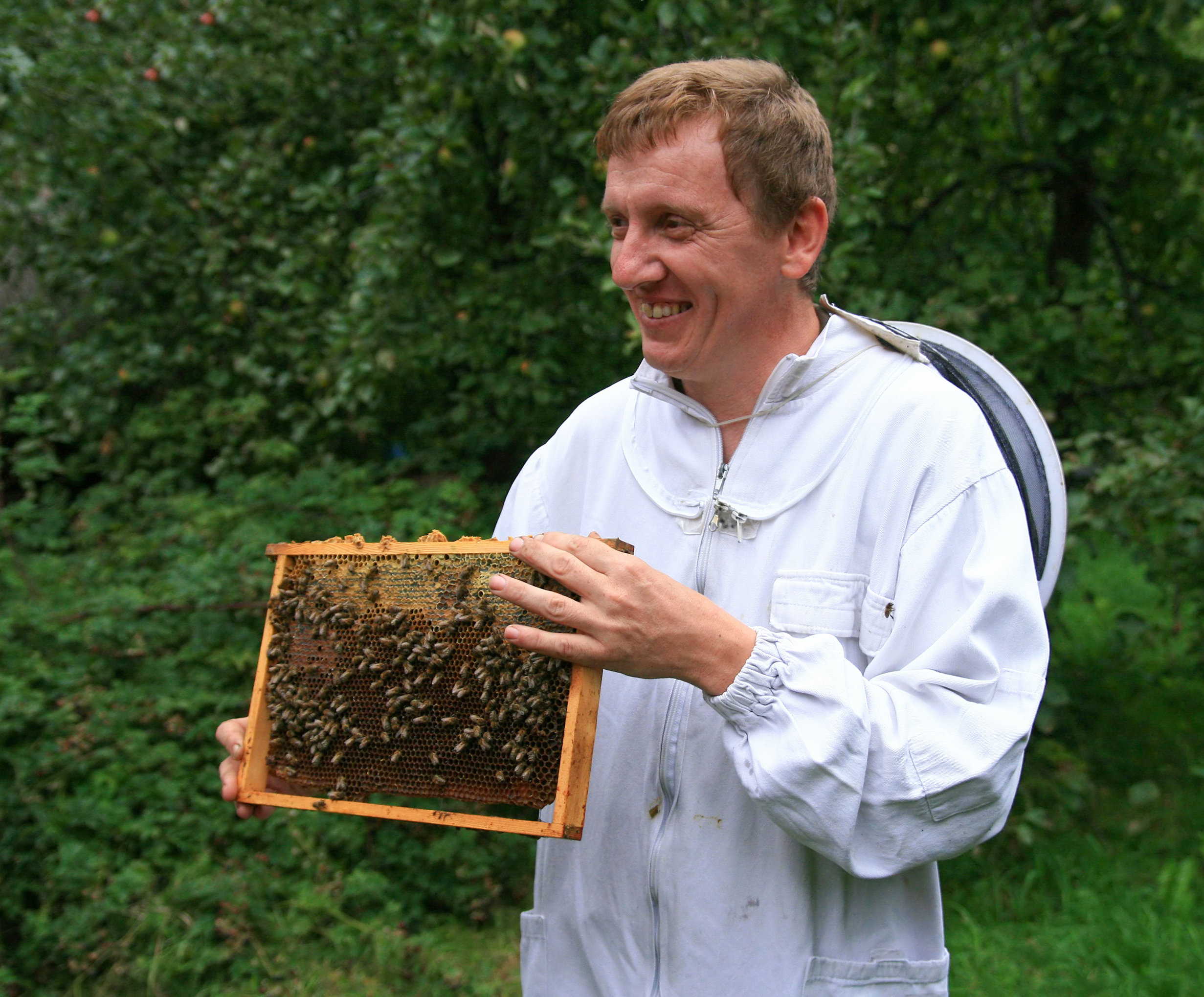
Pszczelarz w skansenie w WPKiW.

Pszczelarz, bartnik – osoba zajmująca się pracą w pasiece lub barci, przy pszczołach. Jest to zawód sklasyfikowany w Polsce rozporządzeniem Ministra Pracy i Polityki Społecznej z dnia 7 sierpnia 2014 r. w sprawie klasyfikacji zawodów i specjalności na potrzeby rynku pracy oraz zakresu jej stosowania (Dz.U. z 2018 r. poz. 227).
Pszczelarze zrzeszają się w Polskim Związku Pszczelarskim i wielu stowarzyszeniach.

## Wybrani pszczelarze
- Charles Dadant
- Jiří Dienstbier
- Jan Dzierżon
- Edmund Hillary
- Gregor Mendel